# 障害者職業訓練
障害者職業訓練（しょうがいしゃしょくぎょうくんれん）とは職業能力開発促進法や障害者総合支援法に基づき障害者に対して行われる職業訓練である。
公共職業訓練にあっては、国が設置し、国に委託された独立行政法人高齢・障害・求職者雇用支援機構及び都道府県が運営を行っている。
この公共の障害者職業訓練は職業安定所と当該障害者職業訓練を行っている施設長との協議を行い受講指示が出される。
なお、公共の障害者職業訓練の費用は訓練生にあっては原則無料（教科書や作業着、その他材料費等は有償となる場合がある）であり、費用は国の雇用保険勘定による労働保険特別会計が当てられている。